# Фаббри, Диего
Дие́го Фа́ббри (итал. Diego Fabbri; 2 июля 1911, Форли, Эмилия-Романья — 14 августа 1980, Риччоне) — итальянский сценарист, драматург, журналист, редактор, публицист. Генеральный секретарь Католического киноцентра (1945—1950). Видный представитель итальянской католической драматургии.

## Биография
В 1936 году окончил Болонский университет. В 1939 году Диего Фаббри получил приглашение в Рим, где стал руководителем издательского проспекта. Затем, в 1940 году был назначен секретарём католического киноцентра, Генеральный секретарь Католического киноцентра (1945—1950).
В 1945 году совместно с Уго Бетти, Семом Бенелли, Массимо Бонтемпелли и другими драматургами и писателями был соучредителем Национального синдиката авторов (SNAD), целью которого была защита творчества драматургов и писателей.
С 1945 год — один из директоров литературного журнала «La Fiera Letteraria», затем до 1967 года — главный редактор.

## Творчество
Дебютировал как драматург в 1928 году. Пьесы Фаббри ставились в школах и церковных приходах. Пьесы «Орбиты» и «Солнечная книжная лавка», посвящены жизни итальянской провинции, проникнуты горечью и грустью. В пьесе «Болота» заметно влияние католического драматурга Уго Бетти. Некоторые пьесы драматурга были запрещенный фашистским правительством.
После падения фашистской диктатуры, в момент подъёма демократического движения в Италии Фаббри призывал к объединению католиков с коммунистами.
Позднее он стал крупнейшим представителем итальянской католической драматургии. Пьеса «Инквизиция» о душевном кризисе священника и юноши, хотевшего принять духовный сан, была награждена Национальной премией.
Наибольшую известность Получила пьеса «Суд над Иисусом», в которой ставится проблема отношений между церковью, верующими и остальным миром. Пьеса отличается напряжённым драматизмом, живыми сценичными диалогами. Буржуазному зрителю импонировала мистико-католическая интеллектуальность и некоторое «вольнодумство» пьес Диего Фаббри.
Автор драм, развлекательных комедий на морально-бытовые сюжеты: «Соблазнитель» (1951), «Семейный суд» (1953), «Лгунья» (1956), многих радио- и телепьес, видный сценарист.
Произведения драматурга ставились во Франции, Испании, Бельгии, ФРГ, странах Латинской Америки и др.

## Избранные произведения
Пьесы
- «Цветы горя» (1928),
- «Орбиты» (1941)
- «Солнечная книжная лавка» (1942])
- «Болота» (1942)
- «Инквизиция» (1950),
- «Суд над Иисусом» (1955),
- «Возвращение»,
- «Их грех»,
- «Миражи»,
- «Воспоминания»,
- «Земля вновь зацветает»
- «Бдение перед битвой» (1956),
- «Бред» (1958),
- «Портрет неизвестного» (1962),
- «Наперсник» (1964).

Сценарии
- Врата неба (1945),
- Побеждённые (1953),
- Генерал делла Ровере (1959),
- В Риме была ночь (1960),
- Константин Великий (1961)
- Варавва (1961),
- Да здравствует Италия! (1961),
- Ванина Ванини (1961)
- Поездка (1974)

## Награды
- Орден «За заслуги перед Итальянской Республикой» (1973)
- Premio Marzotto (1961)
- Премия Фельтринелли (1977)

## Память
- Его именем назван Театр Диего Фаббри и Культурный центр в Форли.